# Betsy Rue
Pour les articles homonymes, voir Rue.
Betsy Rue née le 14 mai 1979 est une actrice et chanteuse américaine, ayant joué dans quelques films et séries TV. Elle est principalement connue pour le rôle d'Irène dans le film d'horreur Meurtres à la St-Valentin.

## Biographie
Betsy Rue est née aux États-Unis et a des origines britanniques, chinoises, amérindiennes et salvadoriennes. Elle pratique le golf, le hip-hop, l'équitation, la danse et le karaoké, le bowling ainsi que le roller et le vélo.

## Carrière
Betsy Rue sort son tout premier single le 3 août 2003 appelé My World.
Elle se fait ensuite remarquer dans la série à succès Une famille presque parfaite. Elle joue ensuite dans les films Quand Chuck rencontre Larry, Les Femmes de ses rêves où ses rôles sont parfois de simples apparitions ou alors ils ne sont même pas crédités. 
Mais c'est le rôle d'Irène dans le film d'horreur Meurtres à la St-Valentin qui la fait connaître au grand public. Sa performance dans ce film est saluée par le magazine The Hollywood Reporter qui soutient Betsy Rue et classe la scène du motel comme étant l'une des scènes les plus longues à montrer une jeune femme complètement dénudée dans l'histoire du cinéma d'horreur.
En 2009, elle se retrouve dans les films Miss March et Halloween 2 (Remake). Elle joue aussi dans de nombreuses séries policières comme Bones ou encore Les Experts mais aussi dans des séries comiques comme How I Met Your Mother ou plus récemment dans le pilote des Mystères d'Eastwick.
À la suite de ses rôles dans Meurtres à la St-Valentin et Halloween 2 tous deux sortis en 2009, on lui donne le nom de Scream Queen parmi d'autres actrices connues comme Sarah Michelle Gellar ou encore Jennifer Love Hewitt.
En 2010, elle est à l'affiche du film Sebastian. Le film est sorti le 22 avril 2010 aux États-Unis et il met en scène le jeune acteur Daeg Faerch vu dans le remake Halloween (film, 2007) de Rob Zombie. Betsy Rue y tient un rôle important.

## Filmographie

### Cinéma
| Année | Film                         | Rôle          | Notes                              |
| ----- | ---------------------------- | ------------- | ---------------------------------- |
| 2007  | Les Femmes de ses rêves      | Mimi          | Non crédité                        |
| 2007  | Quand Chuck rencontre Larry  | Firemans Wife | Cameo                              |
| 2009  | Hot Babes                    | Danni         | Cameo                              |
| 2009  | Meurtres à la St-Valentin 3D | Irène         |                                    |
| 2009  | Halloween II                 | Jazlean Benny | Film sorti direct en DVD en France |
| 2009  | Miss March                   | Strawberrius  | Cameo                              |
| 2011  | Sebastian                    | Carly Roebuck |                                    |

### Séries TV
| Année | Série                        | Rôle             | Notes                |
| ----- | ---------------------------- | ---------------- | -------------------- |
| 2005  | Une famille presque parfaite | Brandy           | saison 4, épisode 15 |
| 2006  | Les Experts                  | Libby Cooperson  | saison 7, épisode 18 |
| 2007  | Allie Singer                 | Summer           | saison 3, épisode 1  |
| 2007  | NCIS : Enquêtes spéciales    | Sasha Gordon     | saison 5, épisode 18 |
| 2007  | How I Met Your Mother        | Audrey           | saison 3, épisode 5  |
| 2008  | Bones                        | Shiny Kopinsky   | saison 4, épisode 15 |
| 2009  | Les Mystères d'Eastwick      | Melody           | saison 1, épisode 2  |
| 2009  | True Blood                   | Shawnelle        | saison 2, épisode 1  |
| 2010  | Mentalist                    | Misty Dawn Smith | saison 3, épisode 5  |